# Доктор культурології
Доктор культурології — вищий науковий ступінь у галузі культурології. В Україні існує два наукових ступені: «доктор наук» та «кандидат наук». Доктор наук — вищий науковий ступінь, присуджується на підставі захисту докторської дисертації, яка являє собою сукупність результатів, що розв'язують важливу наукову або науково-прикладну проблему. Захист дисертації відбувається на відкритому засіданні спеціалізованої вченої ради, що складається з докторів наук, яким Міністерством освіти і науки України надано право розглядати дисертації з певної спеціальності.

## Порядок присудження наукового ступеня
Порядок присудження наукового ступеня «доктор наук» визначено Постановою Кабінету Міністрів України.
Науковий ступінь доктора наук присуджується спеціалізованою вченою радою на підставі прилюдного захисту дисертації особою, яка має науковий ступінь кандидата наук, і затверджується Міністерством освіти і науки України з урахуванням висновку відповідної експертної ради.
Докторський ступінь є достатнім, щоб у вищих навчальних закладах посісти місце професора. Докторський ступінь країн СНД і більшості країн Заходу кардинально відрізняється. Ступінь Ph.D. (доктор філософії) приблизно еквівалентний ступеню кандидата наук.

## Спеціальності, за якими присуджується науковий ступінь «Доктор культурології»
- 26.00.01 — теорія та історія культури;
- 26.00.02 — світова культура і міжнародні культурні зв'язки;
- 26.00.04 — українська культура;
- 26.00.05 — музеєзнавство. Пам'яткознавство;
- 26.00.06 — прикладна культурологія. Культурні практики.